# Adrien Hardy (voile)
Pour les articles homonymes, voir Hardy et Adrien Hardy.
|  |

Adrien Hardy est un navigateur français né à Nantes le 13 juillet 1984. Vainqueur de plusieurs courses en Figaro, il se fait connaître en 2007, en classe Mini, en terminant 6e de la Mini Transat après avoir démâté et remâté sans assistance en plein océan. Il habite et s'entraîne à Lorient.

## Biographie
Né en 1984 et formé à Nantes, Adrien Hardy sort de l'« Hydro » (devenue depuis École nationale supérieure maritime) avec un diplôme d'officier de première classe de la marine marchande. Pratiquant la voile légère depuis son plus jeune âge, il conquiert un double titre de champion de France et d'Europe en série 420 à l'âge de 15 ans. Il s'oriente ensuite vers la course au large.
Durant quatre saisons en classe Mini 6.50, il poursuit sa progression à la barre du prototype 198, signant une deuxième place lors du Mini Fastnet en 2006 et vainqueur dans la grande course de cette même année, Les Sables – Les Açores – Les Sables. Il participe à deux éditions de la MiniTransat, obtenant en 2005 et 2007 des places de 5e et 6e à l'arrivée à Salvador (Brésil). Adrien Hardy se fait particulièrement remarquer en terminant cette dernière course après avoir démâté et remâté seul en plein Pot au noir. Depuis 2008, il participe au circuit Figaro avec des étapes gagnées en 2010, 2013, 2015, 2017 et 2019 dans la Solitaire du Figaro, des victoires sur la Solo Concarneau (2011), la Generali Solo (2013), la Lorient-Horta Solo (2014) et un titre de vice-champion de France de course au large en solitaire en 2014. Il a aussi couru en Class40, gagnant la Solidaire du chocolat en 2009 et la Transat Jacques Vabre en double avec Ian Lipinsky en 2019. Il est vainqueur de la Transat AG2R 2018 en Figaro 2,.
Très attaché à la protection de la nature, lors de son arrivée victorieuse sur la Transat Jacques Vabre 2019, il prend position pour que le monde de la voile de compétition fasse sa transition écologique et s'engage pour le transport de marchandises à la voile.

## Palmarès sportif

### Course au large en Class40
- Solidaire du Chocolat 2009 (avec Tanguy de Lamotte): Vainqueur
- Transat Jacques Vabre 2019 (avec Ian Lipinsky): Vainqueur

### Course au large en classe Imoca
- Transat Jacques Vabre 2015 (avec Thomas Ruyant) : 4e[10]

### Course au large en classe Figaro
- 2010 : Solitaire du Figaro, vainqueur de la 3e étape : Brest - Kinsale - 349 milles sur Agir Recouvrement
- 2011 : vainqueur de la Solo Concarneau sur AGIR Recouvrement[11]
- 2012 : 4e de la Solo Concarneau sur AGIR Recouvrement
- 2013, sur AGIR Recouvrement :
  - vainqueur de la Generali Solo
  - Solitaire du Figaro, vainqueur de la 4e étape Roscoff-Dieppe
- 2014, sur AGIR Recouvrement :
  - vainqueur de Lorient – Horta Solo
  - 2e de la Solo Concarneau
  - 7e de la Solitaire du Figaro
- 2015 : Solitaire du Figaro 2015, vainqueur de la 4e étape Torbay-Dieppe sur Agir Recouvrement
- 2016, sur AGIR Recouvrement :
  - 3e de la Solo Concarneau avec Vincent Biarnes
  - 3e de la Transat AG2R avec Vincent Biarnes[12]
- 2017, sur AGIR Recouvrement :
  - 4e de la Solo Concarneau
  - 2e de la Solitaire du Figaro, avec victoire de la 2e étape Gijón-Concarneau
- 2018, sur AGIR Recouvrement :
  - 8e de la Solo Concarneau avec Thomas Ruyant
  - vainqueur de la Transat AG2R avec Thomas Ruyant[7],[8]
- 2019, sur Sans nature, pas de Futur ! :
  - 6e de la Solo Concarneau
  - 7e de la Solitaire du Figaro, avec victoire de la 2e étape Kinsale-Baie de Morlaix (Roscoff)
- 2020, sur Ocean Attitude :
  - 8e de la Solo Concarneau
  - 4e de la Solitaire du Figaro

### Course au large en classe Mini
- Transat 6.50 2005 : 5e
- Mini-Fastnet 2006 : 2e
- Les Sables – Les Açores – Les Sables 2006 : Vainqueur
- Transat 6.50 2007 : 6e

### Voile légère 420
- Champion de France 2001
- Champion d'Europe 2001